# Protocolo de fabricación automatizada
El Protocolo de fabricación automatizada (Manufacturing Automation Protocol, MAP) es una especificación impulsada por General Motors con el fin de obtener una arquitectura de comunicaciones independiente del fabricante, que permita interconectar todos los elementos de la fábrica, desde sensores, actuadores, robots, a ordenadores de proceso y de oficina técnica. Se trata de llevar a la práctica el concepto de Fabricación integrada por computador (Computer Integrated Manufacturing, CIM) y para ello es necesario elegir un conjunto de servicios de comunicaciones estándar que permitan compatibilidad en todos los niveles a los dispositivos conectados. 
MAP no es un protocolo, sino una pila de protocolos basada en el modelo de referencia de interconexión de sistemas abiertos OSI de ISO. Propone uno o varios protocolos estándar para cada nivel. Una de sus características es la elección a nivel físico de paso de testigo en bus (Token Bus, normalizado como IEEE 802.4), debido a la exigencia en la industria de tiempos de respuesta acotados.
- Datos: Q5487656